# Royal Trophy 2013
De Royal Trophy van 2013 is de zevende editie van dit toernooi. Het werd gespeeld van 20-22 december op de Dragon Lake Golf Club in Volksrepubliek China.
Captain Y.E. Yang veranderde na de overwinning van vrijdag niets aan de samenstelling van zijn teams. Zijn  Thaise duo Kiradech Aphibarnrat en Thongchai Jaidee won twee keer van het Schotse duo Stephen Gallacher en Paul Lawrie: vrijdag met 5&3 en zaterdag met 2&1. Zijn twee Kims deden het ook goed. Vrijdag wonnen ze van Alvaro Quiros en Thorbjørn Olesen, zaterdag speelden ze gelijk tegen Nicolas Colsaerts en Alvaro Quiros. Ook zijn Japanse team haalde punten binnen. Ryo Ishikawa en Hiroyuki Fujita wonnen vrijdag met 3&2 van Nicolas Colsaerts en Bernd Wiesberger, maar Wiesberger en Olesen wonnen de fourballs van de Japanners.
Bij de singles op zondag wonnen Aphibarnrat en Jaidee opnieuw, waarna Azië al 7 van de 16 punten had. Ze hadden dus nog maar 1½ punt nodig om te winnen. In de 5de partij speelde KT Kim gelijk tegen Quiros, een halve punt kwam binnen. Daarna wonnen Olesen, Wiesberger en Colsaerts, en ging de trofee terug naar de Europeanen.

## Teams
| Europa                       | Azië                   |
| ---------------------------- | ---------------------- |
| José María Olazabal, captain | Yang Yong-eun, captain |
| Nicolas Colsaerts            | Kiradech Aphibarnrat   |
| Stephen Gallacher            | Hiroyuki Fujita        |
| David Howell                 | Ryo Ishikawa           |
| Paul Lawrie                  | Hyung-sung Kim         |
| Thorbjørn Olesen             | Kyung-tae Kim          |
| Alvaro Quiros                | Wen-Chong Liang        |
| Marc Warren                  | Thongchai Jaidee       |
| Bernd Wiesberger             | Ashun Wu               |

## Schema
- 20 december (vrijdag): 4 foursomes, Azië won met 3 - 1
- 21 december (zaterdag): 4 fourballs, beide teams behaalden twee punten
- 22 december (zondag): Europa won met 5½ - 2½

Totaal: Europa won met 8½ - 7½.